# Władysław Prężyna
Władysław Prężyna (ur. 20 czerwca 1933 w Wierzchowiskach, zm. 7 lutego 2006 w Lublinie) – prezbiter archidiecezji lubelskiej, kanonik Kapituły Lubelskiej.
Szkołę średnią ukończył w Janowie Lubelskim. W latach 1951–1956 studiował w Wyższym Seminarium Duchownym w Lublinie, po skończeniu którego kontynuował naukę na Wydziale Filozofii Katolickiego Uniwersytetu Lubelskiego. 22 grudnia 1956 przyjął święcenia kapłańskie z rąk lubelskiego biskupa Piotra Kałwy. Tytuł magistra filozofii uzyskał w 1960. Lata 1960 - 1963 był wikariuszem w parafii św. Teresy w Lublinie, a następne 2 lata w parafii św. Michała Archanioła w Lublinie. W 1963 powrócił na Uniwersytet jako asystent na Wydziale Filozofii KUL, następnie wykładowca w Instytucie Psychologii Wydziału Nauk Społecznych KUL. W 1968 obronił doktorat z filozofii w zakresie psychologii. W 1978 uzyskał habilitację z zakresu psychologii społecznej i psychologii religii. W 1998 otrzymał tytuł profesora zwyczajnego. Długoletni kierownik Katedry Psychologii Społecznej i Psychologii Religii w Instytucie Psychologii na Wydziale Nauk Społecznych KUL. 9 sierpnia 2000 odznaczony Krzyżem Kawalerskim Orderu Odrodzenia Polski.